# Quel genio del mio amico
Quel genio del mio amico è un film del 2021 scritto e diretto da Alessandro Sarti.
Il film ripercorre in chiave fantastica la vita di Leonardo da Vinci.